# Delia Espinoza
Delia Milagros Espinoza Valenzuela es una abogada peruana, designada como fiscal de la Nación para el periodo 2024-2027.

## Biografía
Estudió derecho y ciencia política en la Universidad Nacional Mayor de San Marcos (UNMSM), obteniendo su título en 1993. Posteriormente, realizó un doctorado en la misma universidad. En 1996, fue fiscal adjunta provincial provisional hasta el año 2001. Desde el 2002 hasta el 2009 fue fiscal provincial titular. Luego, fue nombrada fiscal superior titular hasta el año 2022, cuando asumió el cargo de fiscal supremo provisional. En noviembre de aquel año, fue designada por el Ministerio Público como reemplazo de la fiscal Martha Maisch ante el pleno del Jurado Nacional de Elecciones (JNE), que era presidido por Jorge Salas Arenas, ostentando el cargo hasta diciembre del 2023. Además, desde diciembre de 2021, se desempeñó como Directora del Centro de Asuntos Interculturales, Comunidades y Rondas Campesinas Del Ministerio Público (CAIPM) y representante alterna del Programa Nacional de Bienes Incautados (PRONABI).
El 18 de octubre de 2024, Espinoza fue nombrada como nueva fiscal de la Nación, en reemplazo del fiscal Juan Carlos Villena. El 8 de noviembre del mismo año, Espinoza juramentó como fiscal de la Nación en la sede principal del Ministerio Público.